# إنغريد جسبرسن
إنغريد جسبرسن (بالدنماركية: Ingrid Jespersen)‏ هي كاتِبة ومترجمة دنماركية، ولدت في 24 يناير 1867 في Kongens Lyngby ‏ في الدنمارك، وتوفيت في 22 نوفمبر 1938 في .